# Chinamans Hat Island
Chinamans Hat Island är en ö i Australien. Den ligger i delstaten South Australia, omkring 160 kilometer väster om delstatshuvudstaden Adelaide.
Genomsnittlig årsnederbörd är 772 millimeter. Den regnigaste månaden är juni, med i genomsnitt 139 mm nederbörd, och den torraste är januari, med 22 mm nederbörd.